# Rastovac (Grobosinc)
Rastovac falu Horvátországban Belovár-Bilogora megyében. Közigazgatásilag Grobosinchoz tartozik.

## Fekvése
Belovártól légvonalban 42, közúton 49 km-re délkeletre, Daruvártól légvonalban 11, közúton 18 km-re északra, községközpontjától légvonalban 8, közúton 11 km-re délkeletre Nyugat-Szlavóniában, Munije és Ivanovo Selo között, az Ilova jobb oldali mellékvize, a Rastovac-patak bal partján fekszik.

## Története
A török kiűzése után a község területe majdnem teljesen lakatlan volt és rengeteg szántóföld maradt műveletlenül. Ezért a bécsi udvar elhatározta, hogy a földeket a betelepítendő határőrcsaládok között osztja fel. Az első betelepülő családok 1698-ban érkeztek Lika, Bosznia, a horvát Tengermellék, Imotski és kisebb számban az Isztria területéről. Újjászervezték a közigazgatást is. Létrehozták a katonai határőrvidéket, mely nem tartozott a horvát bánok fennhatósága alá, hanem osztrák és magyar generálisok irányításával közvetlenül a bécsi udvar alá tartozott.
A települést 1774-ben az első katonai felmérés térképén „Dorf Hrastovacz” néven találjuk. A katonai közigazgatás idején a szentgyörgyvári ezredhez tartozott. Lipszky János 1808-ban Budán kiadott repertóriumában „Rasztovecz” néven szerepel. Nagy Lajos 1829-ben kiadott művében „Rasztovecz” néven 23 házzal, 22 katolikus és 121 ortodox vallású lakossal találjuk.
A katonai közigazgatás megszüntetése (1871) után Magyar Királyságon belül Horvát–Szlavónország részeként, Belovár-Kőrös vármegye Grubisno Poljei járásának része volt. 
1857-ben 241, 1910-ben 469 lakosa volt. A 19. század végén és a 20. század elején az olcsó földterületek miatt és a jobb megélhetés reményében nagyszámú cseh lakosság telepedett le itt. 1910-ben a népszámlálás adatai szerint lakosságának 60%-a szerb, 35%-a cseh, 4%-a horvát anyanyelvű volt. Az első világháború után 1918-ban az új szerb-horvát-szlovén állam, majd később (1929-ben) Jugoszlávia része lett. 1941 és 1945 között a németbarát Független Horvát Államhoz, háború után a település a szocialista Jugoszláviához tartozott. 1991-től a független Horvátország része. 1991-ben lakosságának 45%-a cseh, 41%-a szerb, 9%-a horvát nemzetiségű volt. 2011-ben 40 lakosa volt.

## Lakossága
| Lakosság változása | Lakosság változása | Lakosság változása | Lakosság változása | Lakosság változása | Lakosság változása | Lakosság változása | Lakosság változása | Lakosság változása | Lakosság változása | Lakosság változása | Lakosság változása | Lakosság változása | Lakosság változása | Lakosság változása | Lakosság változása |
| ------------------ | ------------------ | ------------------ | ------------------ | ------------------ | ------------------ | ------------------ | ------------------ | ------------------ | ------------------ | ------------------ | ------------------ | ------------------ | ------------------ | ------------------ | ------------------ |
| 1857               | 1869               | 1880               | 1890               | 1900               | 1910               | 1921               | 1931               | 1948               | 1953               | 1961               | 1971               | 1981               | 1991               | 2001               | 2011               |
| 241                | 281                | 278                | 423                | 504                | 469                | 491                | 516                | 347                | 352                | 316                | 266                | 207                | 142                | 63                 | 40                 |

## Nevezetességei
Szent Demeter vértanú tiszteletére szentelt, a nép körében csak Sveti Mitrának nevezett pravoszláv temploma 1730 körül épült. Az Ivanovo Seloról Rastovacra vezető út jobb oldalán állt. Építőanyaga tölgyfagerenda és vesszőfonat volt, melyet szalmával kevert vályoggal töltöttek meg. 1760 körül egy időben a Donja Kovačica-i templommal megújították. Kazettás mennyezetének motívumai is nagyon hasonlóak voltak ehhez a templomhoz, mely arra utal, hogy egy időben készültek. A templom egész Nyugat-Szlavónia legrusztikusabb szakrális faépítménye volt. A 19. században felújításakor vaskapcsokkal erősítették meg, hogy szét ne essen. Fából készült dongaboltozatát a 19. században az új ikonosztáz készítésekor alakították ki. A régi ikonosztázból mindössze az ajtaját hagyták meg. Az ikonosztáz hátlapjának felirata szerint ez 1836-ban történt. A templom az 1980-as években már nagyon rossz állapotban volt, falában hasadékok tátongtak. 1991-ben a délszláv háború idején az épületet ismeretlen tettesek felgyújtották és porig égett. Ma a magas növényzet miatt egykori helye is alig látható, mindössze az egykori harangtorony piramis alakú bádogsisakja maradt meg belőle.